# Princesse X
Princesse X est une sculpture en bronze poli réalisée par Brancusi en 1915-1916 se voulant être un portrait de la princesse et psychanalyste Marie Bonaparte, mais suggérant pour beaucoup d’yeux la forme d'un phallus. La sculpture a été réalisée à partir de plâtres conçus l'année précédente, d'abord en marbre puis en bronze.  
Du fait de sa forme suggestive, elle fut refusée au Salon d'Antin organisé chez Paul Poiret par André Salmon en 1916 et au Salon des indépendants en 1920, et son auteur la conserva toute sa vie en sa possession.
Il existe trois versions : 
La première, en marbre, est conservée au Sheldon Memorial Art Galleries de l'université du Nebraska.
Les deux autres, en bronze poli monté sur socle de pierre, sont conservées par le musée national d'Art moderne au centre Georges-Pompidou, à Paris et par le Philadelphia Museum of Art.